# Units per Avançar
Units per Avançar (Els Units) és un partit polític humanista, catalanista i democristià.

## Història

### Declaració fundacional
El 19 de juny de 2017 es presentava, al Col·legi de Periodistes de Catalunya, la Declaració Fundacional d'Units per Avançar. El partit es proposava recollir la millor tradició del catalanisme, del centre polític, del federalisme europeu i del pensament humanista socialcristià. El professor Carlos Losada va ser el portaveu del grup promotor i va presentar la declaració que firmaven, entre d'altres, l'històric sindicalista de la USOC Josep Barceló, les ex diputades al Congrés dels Diputats Conxita Tarruella i Montse Surroca, o el cirurgià de la Vall d'Hebron Joan-Pere Barret, entre d'altres.

### Convenció fundacional
El 21 d'octubre de 2017, Units per Avançar, celebrava la seva primera Convenció Nacional amb caràcter fundacional on es va escollir el primer Comitè Directiu liderat per Oriol Molins com a President, Ignasi Rafel com a Vicepresident i Jordi Cerezuela com a Secretari d'Organització. També va ser elegit un Comitè de Garanties que ha de vetllar pel compliment dels Estatuts del partit. En aquesta convenció es va aprovar una ponència política que defineix tots els conceptes ideològics del partit, un codi ètic de bones pràctiques i una resolució política en defensa d'un millor encaix entre Catalunya i Espanya.

### Desplegament territorial
El partit ha començat a implantar-se a nivell territorial i en 2020 disposava de regidors en una trentena d'ajuntaments que havien quedat com a independents després de la dissolució de d'UDC com el conseller de Tarragona, Josep Maria Prats, Jordi Subirana a Badalona

### Aliança amb el Partit dels Socialistes de Catalunya
El 8 de novembre de 2017 es va fer pública una aliança temporal entre Units per Avançar i el Partit dels Socialistes de Catalunya de cara a les eleccions al Parlament de Catalunya de 2017, del 21 de desembre. L'aliança es va batejar amb el nom de "Aliança pel seny i pel catalanisme". En la compareixença pública es va anunciar que Ramon Espadaler s'incorporaria com a número tres a la llista del PSC per Barcelona. El resultat electoral del 21 de desembre va portar a Units per Avançar a obtenir un diputat, Ramon Espadaler, dels 17 que va aconseguir la candidatura.
A les eleccions al Parlament Europeu de 2019 va demanar el vot per Coalició per una Europa Solidària, candidatura integrada, entre altres partits, per Coalició Canària i el Partit Nacionalista Basc.
A les eleccions al Parlament de Catalunya de 2021 i les de 2024 Units per Avançar es va presentar integrat en el Partit dels Socialistes de Catalunya. Ramon Espadaler va aconseguir ser diputat, sent nomenat conseller de Justícia i Qualitat Democràtica en el govern socialista encapçalat per Salvador Illa en el marc de la Quinzena legislatura del Parlament de Catalunya.
En la tercera Convenció Nacional, el novembre de 2024, Espadaler fou reelegit secretari general.